# Tristanik mały
Tristanik mały (Nesospiza acunhae) – gatunek małego ptaka z rodziny tanagrowatych (Thraupidae). Występuje endemicznie na wyspie Inaccessible (Tristan da Cunha). Narażony na wyginięcie.

## Taksonomia
Po raz pierwszy gatunek opisał Jean Cabanis w 1873 roku. Przydzielił mu nazwę gatunkową Nesospiza acunhae, akceptowaną obecnie przez Międzynarodowy Komitet Ornitologiczny (IOC). IOC i autorzy HBW wyróżniają 3 podgatunki. Podgatunek nominatywny oraz fraseri zostały początkowo uznane za konspecyficzne z tristanikiem żółtobrodym (N. questi) z wyspy Nightingale, jednak badania genetyczne wskazały na osobne linie ewolucyjne na każdej z wysp. Podgatunek nominatywny oraz dunnei zachowują się jak osobne gatunki – wykazują zachowania terytorialne głównie wobec przedstawicieli własnego podgatunku i mają inną pieśń. Wszystkie trzy podgatunki krzyżują się w ekotonie między zaroślami podrzeni (Blechnum) oraz Phylica (szakłakowate).

## Morfologia
Długość ciała wynosi 17–21 cm, zaś masa ciała 24–49 g. Wymiary szczegółowe w mm dla ptaka nieokreślonego podgatunku:
|   | Skrzydło | Ogon | Skok | Dziób | Wysokość dzioba |
| - | -------- | ---- | ---- | ----- | --------------- |
| ♂ | 85       | 73,5 | 27,5 | 14,8  | 8,5             |

U samca podgatunku nominatywnego wierzch ciała oliwkowozielony, zaś spód jaśniejszy, oliwkowoszary. Lotki ciemne, oliwkowobrązowe, chorągiewki zewnętrzne żółtawe, tak samo czoło i gardło. Widoczny szary kantarek i szeroka obrączka oczna. Dziób o stożkowatym kształcie przybiera barwę od ciemnoszarej po czarniawą. Tęczówka brązowa. Nogi i stopy czarniawe.
Samice wyróżniają mniejsze rozmiary i silniejsze paskowanie grzbietu, prócz tego mają bardziej matowe upierzenie. Młode przypominają samice, są jedynie intensywniej pokryte paskami. Przedstawiciele podgatunku N. a. dunnei są o około ⅔ więksi od N. a. acunhae oraz N. a. fraseri. Ptaki należące do N. a. fraseri posiadają jaśniejsze upierzenie.

## Podgatunki i zasięg występowania
IOC wyróżnia następujące podgatunki:
- N. a. acunhae Cabanis, 1873 – wybrzeże wyspy Inaccessible
- N. a. dunnei Hagen, 1952 – wybrzeże i wschodnia część wyżyn Inaccessible[4]
- N. a. fraseri Ryan, PG, 2008 – wyżyny Inaccessible[4]

Na wyspie Tristan da Cunha gatunek wymarły.

## Ekologia
Podgatunek nominatywny występuje w nizinnej, nadbrzeżnej części wyspy oraz na klifach, gdzie dominuje formacja trawiasta typu „tussock” (rosnąca w kępach zamiast układać się równomiernie). Przedstawiciele N. a. fraseri występują na wyżynach, ale młode osobniki na przełomie zimy i wiosny niekiedy pojawiają się na wybrzeżu, by żerować. Ptaki z podgatunku dunnei przebywają w lasach Phylica arborea. Zarówno samce, jak i samice odzywają się ćwierkającym głosem alarmowym; alarmują głośniej, gdy nad ich terytorium przelatuje wydrzyk brunatny (Stercorarius antarcticus). Pieśń samca to powtarzane po 3–4 razy głosy wit it teeu. Samce podgatunku N. a. dunnei odzywają się głębszym i głośniejszym głosem. Samice wydają miękkie, zawodzące gwizdy.
Pożywieniem tristaników małych są nasiona, owoce i bezkręgowce. Ptaki z podgatunku nominatywnego, posiadające drobne dzioby, żywią się m.in. kwiatami i nasionami traw Spartina oraz nasionami turzyc (Carex). Zjadają również insekty, jak muchówki (Diptera). Do pokarmu N. a. fraseri zaliczają się nasiona ciborowatych (Cyperaceae) oraz owoce Nertera; zjadają również bezkręgowce. Ich pożywienie zawiera więcej karotenoidów, toteż wyróżniają się jaśniejszym upierzeniem. N. a. dunnei, jak i mieszańce podgatunków, także wyróżniają się dużym dziobem. Zjadają głównie owoce Phylica. Ogółem Nesospiza acunhae szuka pożywienia pośród kory drzew, wśród listowia, na kwiatach, porostach, między kamieniami lub na ziemi.

### Lęgi

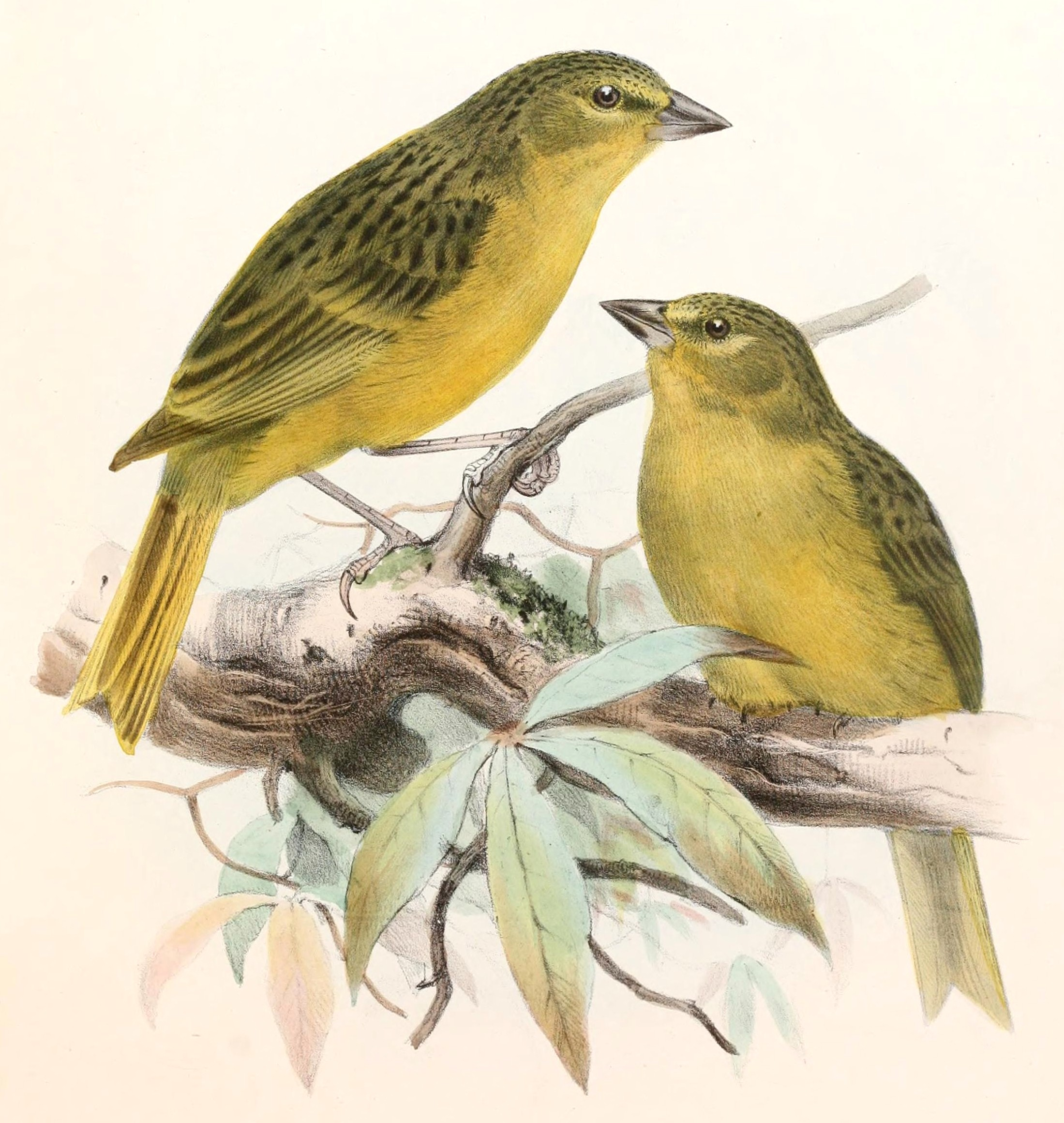
Ilustracja z 1881 autorstwa Josepha Smita

Nesospiza acunhae to gatunek monogamiczny. Partnerzy pozostają ze sobą przez kilka kolejnych prób kopulacji (w sezonie wyprowadzają jeden lęg). Widziano przedstawiciela N. a. acunhae z dwoma samicami oraz gniazdo N. a. dunnei z potencjalnymi pomocnikami gniazdowymi. Okres rozrodczy trwa od listopada do lutego.
Samica buduje gniazdo o kształcie kubeczka z traw i liści turzyc. Zwykle umieszcza je nisko w gęstej roślinności; niektóre gniazda zbudowane w kępie trawy Spartina znajdują się 1–2 m nad ziemią. Zniesienie liczy 1 lub 2 jaja o jasnoniebieskiej skorupce, pokrytej ciemnobrązowymi plamkami. Samica wysiaduje sama przez 17–18 dni, podczas tego okresu samiec ją karmi. Przez tydzień po wykluciu matka piskląt zajmuje się nimi w gnieździe, potem zarówno samiec, jak i samica uczestniczą w poszukiwaniu pożywienia dla młodych. Pisklęta otrzymują gąsienice i inne bezkręgowce. Po 18–21 dniach od wyklucia młode są w pełni opierzone. Następnie kilka dni ukrywają się wśród roślinności, a kolejne 5–6 tygodni pozostają w grupach rodzinnych.

## Status i zagrożenia
Przez IUCN gatunek klasyfikowany jest jako narażony na wyginięcie (VU, Vulnerable). Taką rangę otrzymał w latach 2010, 2012 i 2016; wcześniej klasyfikowany był w innym ujęciu systematycznym (tj. z tristanikiem żółtobrodym jako podgatunkiem). Zasięg tristanika małego jest ograniczony do wyspy Inaccessible, której powierzchnia wynosi 14 km². Na Tristan da Cunha ptak wymarł przed końcem XIX wieku. W dziele Three voyages of a naturalist autorstwa M.J. Nicolla z 1908 roku już wspomniano gatunek jako wymarły, jednocześnie dodając, że Tristan da Cunha jest zaszczurzona. We wspomnianej książce stan gatunku na wyspie w 1908 roku określono mianem nadal pospolitego.
Populacja w roku 2008 została oszacowana na 23 400 dorosłych osobników. BirdLife International szacuje jej trend na stabilny. Zagrożeniem dla gatunku są przypadkiem wprowadzone przez człowieka ssaki. Do tego zawleczony na wyspę tęgosz mocny (Phormium tenax) powoduje degradację zarośli Phylica; w 2004 roku podjęto działania monitorujące populację tęgosza i zagrożenie ze strony tego gatunku zmniejszyło się. Za niepowodzenie w lęgach odpowiadają głównie atlantydki (Nesocichla eremita), plądrujące gniazda. Cała wyspa jest uznana za ostoję ptaków IBA, ponadto (wraz z wyspą Gough) znajduje się na Liście światowego dziedzictwa UNESCO.